# Јазерњица
Јазерњица (слч. Jazernica) насељено је мјесто са административним статусом сеоске општине (слч. obec) у округу Турчјанске Тјеплице, у Жилинском крају, Словачка Република.

## Становништво
| Година:    | 1994. | 2004.    | 2014.    | 2024.    |
| ---------- | ----- | -------- | -------- | -------- |
| Број људи: | 238   | 290      | 320      | 355      |
| Разлика:   |       | +21,84 % | +10,34 % | +10,93 % |

| Година:    | 2023. | 2024.   |
| ---------- | ----- | ------- |
| Број људи: | 367   | 355     |
| Разлика:   |       | -3,26 % |

Према подацима о броју становника из 2011. године насеље је имало 298 становника.